# Сметанино (Восточно-Казахстанская область)
Сметанино (каз. Сметанино) — упразднённое село в Глубоковском районе Восточно-Казахстанской области Казахстана. Входит в состав Кожоховского сельского округа. Код КАТО — 634051300. Исключено из учётных данных в 2024 году.

## Население
В 1999 году население села составляло 82 человека (43 мужчины и 39 женщин). По данным переписи 2009 года в селе проживало 69 человек (35 мужчин и 34 женщины).